# Agonista beta adrenérgico
Os agonistas beta adrenérgicos, agonistas beta ou β-agonistas são fármacos que relaxam os músculos das vias aéreas e promovem a dilatação das vias respiratórias, facilitando a respiração. Eles pertencem à classe dos simpaticomiméticos, atuando sobre os β-receptores ao ativar seus transportadores (β-AA ou B-AR). De modo geral, os agonistas beta-adrenérgicos puros têm a função oposta dos betabloqueadores: os ligantes dos β-agonistas  mimetizam as ações da adrenalina e da noradrenalina – na sinalização celular do coração, pulmões e tecido muscular liso; onde a adrenalina expressa afinidade mais alta. A ativação dos receptores β1, β2 e β3 encadeando a ativação da enzima adenilato ciclase (AC). Como consequência, é ativado o trifosfato de adenosina (ATP), que é catalisado por hidrólise em monofosfato cíclico de adenosina (cAMP), o qual atua como mensageiro secundário; O cAMP ativa a proteína quinase A (PKA), enzimas que catalisam a fosforilação de uma proteína-alvo e são responsáveis pelo relaxamento do músculo liso e contração do tecido cardíaco.

## Função

Epinefrina (adrenalina)

A ativação dos receptores β1 promove o inotropismo (força de contração) e cronotropismo positivo do músculo cardíaco, levando ao aumento da frequência cardíaca, hipertensão, secreção de grelina pelo estômago e excreção de renina pelos rins.
A ativação dos receptores β2 induz o relaxamento do músculo liso nos pulmões, trato gastrointestinal, útero e vários vasos sanguíneos. O aumento da frequência cardíaca e a contração do músculo cardíaco estão associados aos receptores β1; entretanto, os receptores β2 são relacionados à vasodilatação no miocárdio em ensaios clínicos.
Os receptores β3 se situam principalmente no tecido adiposo. Sua ativação induz o metabolismo de lipídios.

## Usos médicos
As indicações de administração de agonistas beta incluem:
- Bradicardia (frequência cardíaca lenta)
- Asma
- Doença pulmonar obstrutiva crônica (DPOC)
- Insuficiência cardíaca
- Reações alérgicas
- Hipercalemia
- Intoxicação por betabloqueador
- Trabalho de parto prematuro (uso off-label e sob supervisão médica por ser potencialmente prejudicial) [7]

## Efeitos colaterais
Embora menores em comparação com os da epinefrina/adrenalina, os agonistas beta geralmente têm efeitos adversos leves a moderados, que incluem ansiedade, hipertensão, aumento da frequência cardíaca e insônia. Outros efeitos colaterais podem incluir dores de cabeça e tremor essencial. Devido ao aumento da secreção de insulina no corpo pela ativação de receptores β2, também pode causar hipoglicemia.[carece de fontes?]
Em 2013, o zilpaterol, um beta agonista vendido pela Merck, foi retirado temporariamente do mercado devido a sinais de doença em alguns bovinos que foram alimentados com a droga. Os agonistas beta são amplamente utilizados na alimentação de bovinos.

## Seletividade do receptor
A maioria dos agonistas dos receptores beta são seletivos para um ou mais receptores beta-adrenérgicos (β1, β2 e/ou β3). Por exemplo, pessoas com frequência cardíaca baixa (bradicardia) geralmente são tratadas com agonistas beta que são mais "cardiosseletivos", como a dobutamina, que aumenta a força de contração do músculo cardíaco. Pessoas que sofrem de doenças pulmonares inflamatórias crônicas, como asma ou doença pulmonar obstrutiva crónica (DPOC), podem ser tratadas com medicamentos direcionados para induzir mais relaxamento da musculatura lisa nos pulmões e menos contração do coração, como os medicamentos de primeira geração, a exemplo do salbutamol (albuterol), ou com medicamentos de última geração desta mesma classe, como o vilanterol.
Os β 3 agonistas estão atualmente sob pesquisa clínica e acredita-se que aumentem a quebra de lipídios em pacientes obesos.

### Agonistas β1
Os agonistas β1 estimulam a atividade da adenilato ciclase (AC) e a abertura dos canais de cálcio (como em estimulantes cardíacos; usados para tratar choque cardiogênico, insuficiência cardíaca aguda e bradiarritmias). Alguns exemplos são:
- Denopamina
- Dobutamina
- Dopexamina (β1 e β2)
- Adrenalina (não seletiva)
- Isoprenalina (DCI), isoproterenol (DCB, USAN) (β1 e β2)
- Prenalterol
- Xamoterol

### Agonistas β2
Os agonistas β2 estimulam a atividade da adenilil ciclase e o fechamento do canal de cálcio (relaxantes do músculo liso; usados para tratar asma e DPOC). Exemplos selecionados são:
- Arformoterol
- Bufenina
- Clenbuterol
- Dopexamina (β1 e β2)
- Adrenalina ou epinefrina (não seletivo)
- Fenoterol
- Formoterol
- Isoetarina
- Isoprenalina (DCI), isoproterenol (USAN [en]) (β1 e β2)
- Levosalbutamol (DCI), levalbuterol (USAN)
- Orciprenalina (DCI), metaproterenol (USAN)
- Pirbuterol
- Procaterol
- Ritodrina
- Salbutamol (DCI), albuterol (USAN)
- Salmeterol
- Terbutalina

### Indeterminados/não seletivos
Os agentes abaixo também são listados como agonistas sem seletividade especificada no sistema de classificação Medical Subject Headings (MeSH):
- Arbutamina
- Befunolol
- Bromoacetilalprenololmentano
- Broxaterol
- Cimaterol
- Cirazolina
- Etilefrina
- Hexoprenalina
- Higenamina
- Isoxsuprina
- Mabuterol
- Metoxifenamina
- Oxifedrina
- Ractopamina
- Reproterol
- Rimiterol
- Tretoquinol
- Tulobuterol
- Zilpaterol
- Zinterol